# Őrangyal (televíziós sorozat)
Az Őrangyal (eredeti cím: The Guardian) 2001-ben bemutatott amerikai televíziós sorozat. A műsor alkotója David Hollander, a történet pedig egy drogproblémái miatt közszolgálatra ítélt ügyvédről szól, akit egy gyerekjogi szolgálathoz osztanak be. A főbb szereplők közt megtalálható Simon Baker, Dabney Coleman, Raphael Sbarge, Amanda Michalka és Alan Rosenberg.
A sorozatot az Amerikai Egyesült Államokban a CBS adta 2001. szeptember 25. és 2004. május 4. között. Magyarországon a Hallmark Channel mutatta be, majd később a Viasat 3 és az AXN is műsorra tűzte, új szinkronnal.

## Cselekmény
Nick Fallin egy vállalati ügyvéd, akit drogproblémái miatt 1500 óra közmunkára ítélnek. Nick egy pittsburgh gyerekvédelmi hivatalnál tölti le büntetését, ahol Alvin Masterson alatt végzi a munkát és részmunkaidőben segít képviselni őket a bíróságon. Emellett igyekszik felépülni a függőségből és rendezni a kapcsolatát édesapjával, a Nick ügyvédi irodáját is vezető Burtonnel.

## Szereplők
| Szereplő             | Színész                 | Magyar hang (AXN-szinkron) | Magyar hang (Hallmark-szinkron) | Magyar hang (Viasat 3-szinkron) |
| -------------------- | ----------------------- | -------------------------- | ------------------------------- | ------------------------------- |
| Nicholas Fallin      | Simon Baker             | Lux Ádám                   | Tóth Sándor                     | Lux Ádám                        |
| Burton Fallin        | Dabney Coleman          | Ujréti László              | Szersén Gyula                   | Varga T. József                 |
| Alvin Masterson      | Alan Rosenberg          | Cs. Németh Lajos           | Kertész Péter                   | Galkó Balázs                    |
| Louisa "Lulu" Archer | Wendy Moniz             | Mezei Kitty                | Agócs Judit                     | Mezei Kitty                     |
| Jake Straka          | Raphael Sbarge          | Bordás János               | Tóth Roland                     | Fekete Zoltán                   |
| James Mooney         | Charles Malik Whitfield | Holl Nándor                | Maday Gábor                     | Vári Attila                     |
| Laurie Solt          | Kathleen Chalfant       | Illyés Mari                |                                 | Csizmadia Gabi                  |
| Amanda Bowles        | Erica Leerhsen          | Csondor Kata               | Ruttkay Laura                   | Dögei Éva                       |
| Rebecca Damsen       | Denise Dowse            |                            | Zsolnai Júlia                   |                                 |

## Epizódok
| Évad | Évad | Epizódok | Eredeti sugárzás     | Eredeti sugárzás | Eredeti adó |
| Évad | Évad | Epizódok | Évadpremier          | Évadfinálé       | Eredeti adó |
| ---- | ---- | -------- | -------------------- | ---------------- | ----------- |
|      | 1    | 22       | 2001. szeptember 25. | 2002. május 21.  | CBS         |
|      | 2    | 23       | 2002. szeptember 24. | 2003. május 13.  | CBS         |
|      | 3    | 22       | 2003. szeptember 23. | 2004. május 4.   | CBS         |

## Díjak és jelölések
| Év   | Díj                                    | Kategória                                                                           | Eredmény |
| ---- | -------------------------------------- | ----------------------------------------------------------------------------------- | -------- |
| 2002 | ASCAP Film and Television Music Awards | "Legjobb televíziós sorozat" – Jakob Dylan                                          | Elnyerte |
| 2002 | Family Television Awards               | "Legjobb színész" – Simon Baker"                                                    | Elnyerte |
| 2002 | Family Television Awards               | "Legjobb új sorozat"                                                                | Elnyerte |
| 2002 | GLAAD Media Awards                     | "Kiemelkedő epizód (állandó meleg szereplő nélküli sorozatban)" – "Fiúkból férfiak" | Jelölve  |
| 2002 | Golden Globe-díj                       | "Legjobb színész, televíziósorozat (dráma)" – Simon Baker                           | Jelölve  |
| 2002 | Young Artist Award                     | "Legjobb vendégszereplő fiatal színész drámasorozatban" – Erik Knudsen              | Jelölve  |
| 2002 | Young Artist Award                     | "Legjobb vendégszereplő fiatal színész drámasorozatban" – Jesse Plemons             | Jelölve  |
| 2003 | ASCAP Film and Television Music Awards | "Legjobb televíziós sorozat" – Jakob Dylan                                          | Elnyerte |
| 2003 | Emmy-díj                               | "Legjobb vendégszínész (drámasorozat)" – Farrah Fawcett                             | Jelölve  |
| 2003 | Environmental Media Awards             | "Legjobb epizód drámasorozatban" – "Hatalomátvétel"                                 | Jelölve  |
| 2004 | ASCAP Film and Television Music Awards | "Legjobb televíziós sorozat" – Jakob Dylan                                          | Elnyerte |
| 2004 | Environmental Media Awards             | "Legjobb epizód drámasorozatban" – "Big Coal"                                       | Jelölve  |
| 2004 | Young Artist Award                     | "Legjobb vendégszereplő fiatal színésznő drámasorozatban" – Danielle Panabaker      | Elnyerte |
| 2005 | Prism Awards                           | "Legjobb alakítás drámasorozatban" – Simon Baker                                    | Jelölve  |
| 2005 | Prism Awards                           | "Legjobb többrészes történet drámasorozatban" – "Álomvilág", "Jóvátétel"            | Jelölve  |
| 2005 | Young Artist Award                     | "Legjobb visszatérő fiatal színész televíziós sorozatban" – Scout Taylor-Compton    | Jelölve  |